# Груперы
Гру́перы, или черны, или мероу (лат. Epinephelus), — род лучепёрых рыб из семейства каменных окуней (Serranidae). Название гаррупы относится к другому роду. Насчитывают 88 видов, распространённых преимущественно в Индо-Тихоокеанской области, 8 видов встречаются в восточной части Тихого океана, 11 видов — в западной Атлантике и 9 видов — в восточной Атлантике и Средиземном море. Имеют яркую и разнообразную окраску — на тёмном фоне большое количество ярких пятен, полос, точек. Окраска груперов очень изменчива и может меняться в зависимости от конкретной ситуации и окружающих условий.
Хищники с сильновыдвижной верхней челюстью, принимающей форму трубки при открывании рта. Подобное строение рта позволяет груперам с силой засасывать добычу. Питаются мелкими акулами, рыбой, омарами, скатами, молодыми морскими черепахами.
Длина рыб колеблется от 20 см до более 2,5 м, масса тела — от 100 г до более 450 кг (так, в водах тропической части Индийского и Тихого океанов обитает Epinephelus lanceolatus длиной до 270 см и массой до 400 кг, а в Атлантическом океане водится Epinephelus itajara до 250 см длиной и массой до 455 кг).
Некоторые виды имеют промысловое значение. В некоторых странах выращиваются в аквакультуре.

## Классификация
В состав рода включают 88 видов:
- Epinephelus adscensionis (Osbeck, 1765) — Кабра-мора

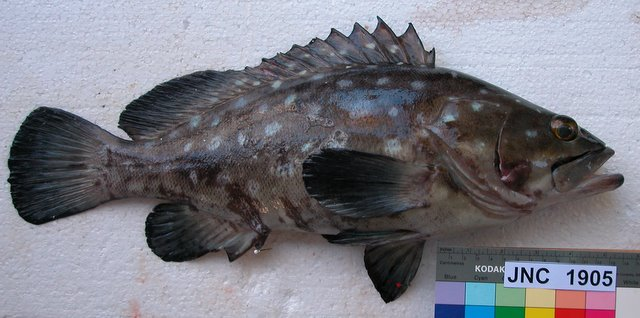
Epinephelus coeruleopunctatus

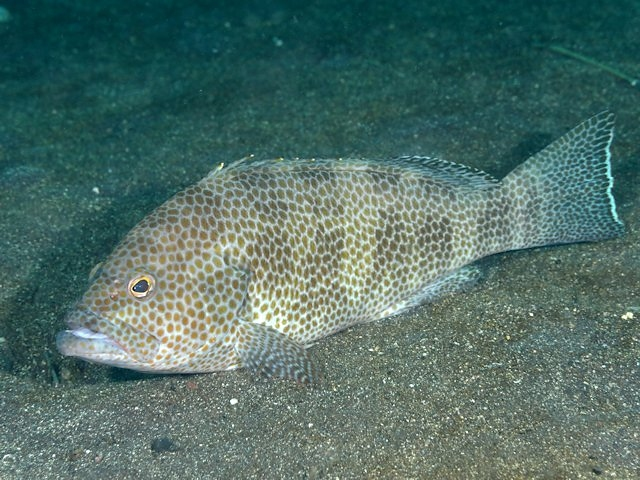
Epinephelus areolatus

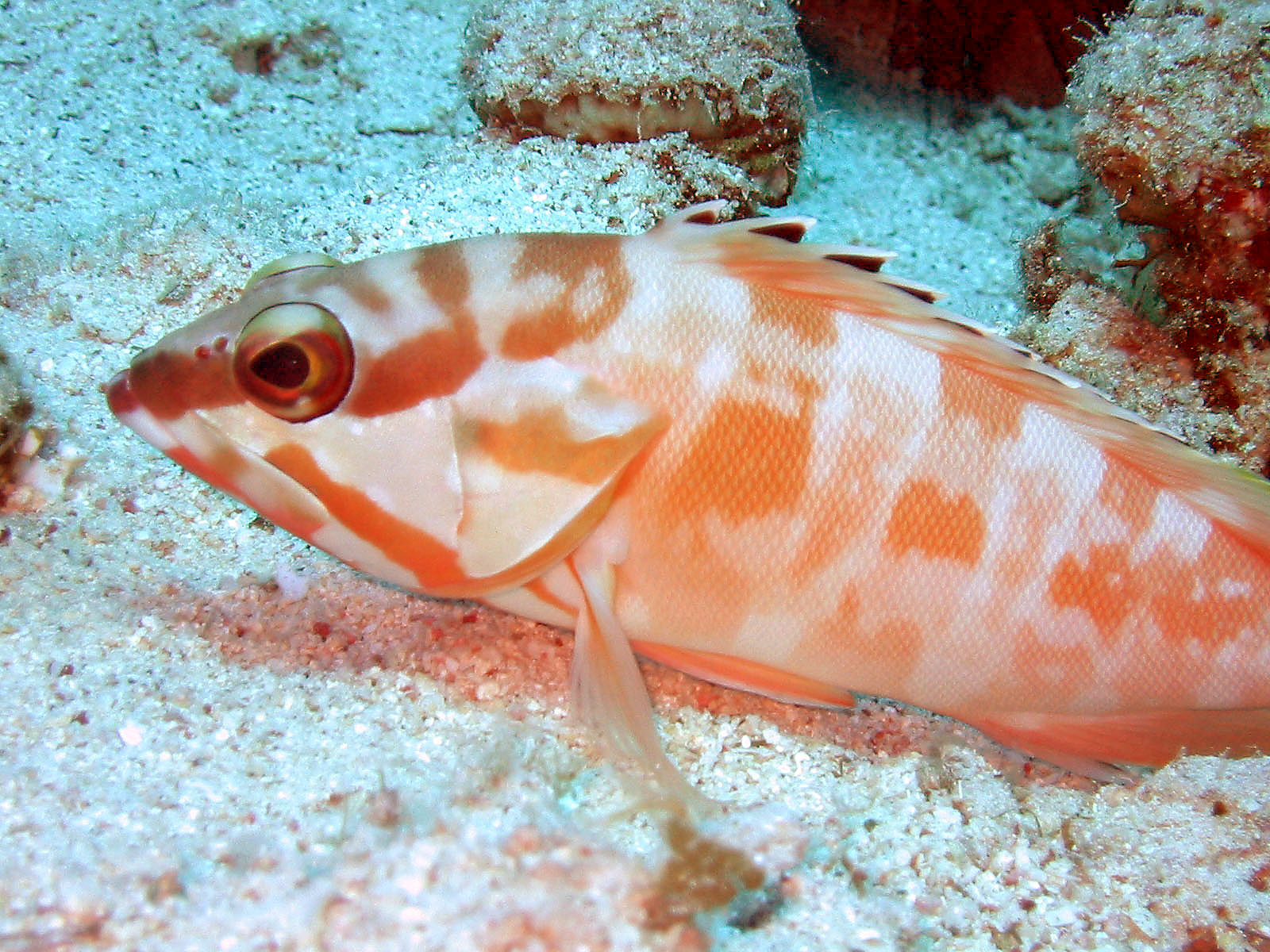
Epinephelus fasciatus

- Epinephelus aeneus (Geoffroy Saint-Hilaire, 1817) — Белополосый мероу, или полосатый мероу
- Epinephelus akaara (Temminck & Schlegel, 1842) — Групер-акаара, или гаррупа
- Epinephelus albomarginatus Boulenger, 1903 — Белоокаймлённый групер
- Epinephelus amblycephalus (Bleeker, 1857)
- Epinephelus analogus Gill, 1863 — Пятнистый групер
- Epinephelus andersoni Boulenger, 1903 — Кошачий групер, или групер Андерсона
- Epinephelus areolatus (Forsskål, 1775) — Жёлто-белый групер
- Epinephelus awoara Temminck & Schlegel, 1842 — Групер-авоара
- Epinephelus bilobatus Randall & Allen, 1987
- Epinephelus bleekeri (Vaillant, 1878)
- Epinephelus bontoides (Bleeker, 1855)
- Epinephelus bruneus Bloch, 1793
- Epinephelus caninus Valenciennes, 1843 — Зубатый групер[1]
- Epinephelus chabaudi Castelnau, 1861
- Epinephelus chlorocephalus Valenciennes, 1830
- Epinephelus chlorostigma (Valenciennes, 1828) — Крупнопятнистый групер
- Epinephelus cifuentesi Lavenberg & Grove, 1993
- Epinephelus clippertonensis Allen & Robertson, 1999
- Epinephelus coeruleopunctatus Bloch, 1790
- Epinephelus coioides Hamilton, 1822
- Epinephelus corallicola Valenciennes, 1828
- Epinephelus costae Steindachner, 1878
- Epinephelus cyanopodus Richardson, 1846
- Epinephelus daemelii Günther, 1876
- Epinephelus darwinensis Randall & Heemstra, 1991
- Epinephelus diacanthus (Valenciennes, 1828) — Шестиполосый групер
- Epinephelus drummondhayi Goode & Bean, 1878
- Epinephelus epistictus (Temminck & Schlegel, 1842) — Палевый групер
- Epinephelus erythrurus Valenciennes, 1828
- Epinephelus fasciatomaculosus Peters, 1865
- Epinephelus fasciatus (Forsskål, 1775) — Полосатый групер, или краснополосый групер
- Epinephelus faveatus Valenciennes, 1828
- Epinephelus flavocaeruleus Lacépède, 1802 — Жёлто-синий групер, или сине-жёлтый групер
- Epinephelus fuscoguttatus (Forsskål, 1775) — Буропятнистый групер
- Epinephelus gabriellae Randall & Heemstra, 1991
- Epinephelus goreensis Valenciennes, 1830
- Epinephelus guttatus Linnaeus, 1758 — Чернопёрый групер, или кабрилья, или красный каменистый окунь
- Epinephelus heniochus Fowler, 1904
- Epinephelus hexagonatus Forster, 1801
- Epinephelus howlandi Günther, 1873
- Epinephelus indistinctus Randall & Heemstra, 1991
- Epinephelus irroratus Forster, 1801
- Epinephelus itajara Lichtenstein, 1822 — Гуаса
- Epinephelus labriformis Jenyns, 1840 — Красная кабрилья
- Epinephelus lanceolatus Bloch, 1790 — Индоокеанский малоглазый групер
- Epinephelus latifasciatus Temminck & Schlegel, 1842
- Epinephelus lebretonianus Hombron & Jacquinot, 1853
- Epinephelus longispinis Kner, 1864
- Epinephelus macrospilos Bleeker, 1855
- Epinephelus maculatus Bloch, 1790
- Epinephelus magniscuttis Postel, Fourmanoir & Guézé, 1963
- Epinephelus malabaricus Bloch & Schneider, 1801
- Epinephelus marginatus (Lowe, 1834) — Тёмный групер
- Epinephelus melanostigma Schultz, 1953
- Epinephelus merra Bloch, 1793 — Сетчатый групер
- Epinephelus miliaris Valenciennes, 1830
- Epinephelus morio Valenciennes, 1828 — Красный групер, или американская черна, или красный мероу
- Epinephelus morrhua Valenciennes, 1833 — Тресковый групер
- Epinephelus multinotatus Peters, 1876
- Epinephelus ongus Bloch, 1790
- Epinephelus poecilonotus Temminck & Schlegel, 1842
- Epinephelus polylepis Randall & Heemstra, 1991
- Epinephelus polyphekadion Bleeker, 1849
- Epinephelus polystigma Bleeker, 1853
- Epinephelus posteli Fourmanoir & Crosnier, 1964
- Epinephelus quinquefasciatus Lichtenstein, 1822
- Epinephelus quoyanus Valenciennes, 1830
- Epinephelus radiatus Day, 1868
- Epinephelus retouti Bleeker, 1868
- Epinephelus rivulatus Valenciennes, 1830
- Epinephelus sexfasciatus Valenciennes, 1828
- Epinephelus socialis Günther, 1873
- Epinephelus spilotoceps Schultz, 1953
- Epinephelus stictus Randall & Allen, 1987
- Epinephelus stoliczkae Day, 1875 — Аравийский групер
- Epinephelus striatus Bloch, 1792 — Бурополосая черна, или полосатая черна
- Epinephelus suborbitalis Amaoka & Randall, 1990
- Epinephelus summana Forsskål, 1775 — Групер-суммана
- Epinephelus tauvina Forsskål, 1775 — Таувина, или групер-таувина
- Epinephelus timorensis Randall & Allen, 1987
- Epinephelus trimaculatus Valenciennes, 1828
- Epinephelus trophis Randall & Allen, 1987
- Epinephelus tuamotuensis Fourmanoir, 1971
- Epinephelus tukula Morgans, 1959
- Epinephelus undulatostriatus Peters, 1866
- Epinephelus undulosus Quoy & Gaimard, 1824 — Волнистый групер